# Aeroport de Lichinga
L'aeroport de Lichinga (codi IATA: VXC, codi OACI: FQLC) és un aeroport que serveix Lichinga, al sud de la província de Niassa a Moçambic. És servit per Linhas Aéreas de Moçambique

## Aerolínies i destinacions
| Aerolínies                 | Destinacions               |
| -------------------------- | -------------------------- |
| LAM Aerolínies de Moçambic | Nampula, Maputo, Quelimane |

## Accidents i incidents
El 8 de gener de 1974 un Douglas VC-47B 6161 de la Força Aérea Portuguesa s'estavellà a l'aeroport de Vila Cabral i va patir danys sense possibilitat de reparació econòmica. L'avió estava en un vol militar de l'aeroport de Mueda i es va informar que va ser impactat per armes de foc petites aproximant-se a Vila Cabral.